# Gabriel Brohan
Pour les articles homonymes, voir Brohan.
Gabriel Brohan (Saint-Nazaire, 8 octobre 1881-Brest, 16 mai 1966), est un officier de marine français.

## Biographie
Gabriel Marie Zéphirin Brohan entre à l'École navale en octobre 1898 et en sort en octobre 1901 aspirant de 1re classe sur le cuirassé Charles-Martel. Il participe alors à une campagne en Extrême-Orient sur le cuirassé Redoutable et le croiseur cuirassé Montcalm (1902-1903). 
Enseigne de vaisseau (octobre 1903), sur le croiseur Forbin en 1904, il est breveté officier torpilleur en 1907 et prend part sur le croiseur Galilée aux opérations du Maroc avant de rejoindre les cuirassés Marceau et Charlemagne. 
Nommé en septembre 1911 lieutenant de vaisseau, il sert sur le Gaulois puis sur le croiseur cuirassé Condé et devient en 1913 officier instructeur à l’École navale. Affecté à l'état-major général à Brest en août 1914 puis à la division des chalutiers de la Manche en février 1915, il commande le dragueur Nord en août 1916 et la canonnière Vaillante en 1919. 
Capitaine de corvette (février 1920), il devient élève de l’École de guerre et est breveté d'état-major en janvier 1922. Il sert alors à Brest. 
En mars 1923, il est promu capitaine de frégate. Second du cuirassé Condorcet (1924), il commande en 1925-1926 le contre-torpilleur Chacal. Second du croiseur Tourville (1927), il est nommé capitaine de vaisseau en août 1928, chef d'état-major à la majorité générale à Brest et commande le croiseur Duquesne (1929-1930) et le cuirassé Lorraine (1931-1932). 
En 1933, auditeur au Centre des hautes études navales, il devient en mars 1934 chef d'état-major de l'inspection générale des forces maritimes en Méditerranée. Contre-amiral (novembre 1934), vice-président du Comité technique et de la Commission permanente des essais des bâtiments de la flotte, major général à Brest (juillet 1935), il commande la 2e flottille de torpilleurs de 1936 à 1938. 
Inspecteur de la protection contre les gaz (1938), major général du port de Brest (juin 1939), il est nommé vice-amiral en octobre 1939. 
Le 16 juin 1940, l'amiral Brohan met à disposition 5 paquebots, Ville d'Oran5, El Mansour6,7, El Kantara, El Djezaïr et Ville d'Alger afin d'évacuer l'or de la banque de France pour qu'il ne tombe pas aux mains de l'envahisseur. En juin 1940, il est fait prisonnier à Brest et est libéré en juin 1941. Il prend alors sa retraite. 

## Récompenses et distinctions
- Chevalier (1913), officier (1927) et commandeur de la Légion d'honneur (1940).
- Croix de Guerre (1916).
- Ordre de la Francisque[1].